# San-Giuliano
San-Giuliano es una comuna y población de Francia, en la región de Córcega, departamento de Alta Córcega.
Su población en el censo de 1999 era de 608 habitantes.

## Demografía
| abs. | 336 | 534 | 503 | 503 | 500 | 474 | 204 | 442 | 366 | 299 | 213 | 215 | 255 | 185 | 184 | 109 | 197 | 218 | 220 | 201 | 150 | 228 | 224 | 149 | 109 | 252 | 461 | 500 | 542 | 593 | 608 |
| Para los censos de 1962 a 1999 la población legal corresponde a la población sin duplicidades (Fuente: INSEE [Consultar]) |     |     |     |     |     |     |     |     |     |     |     |     |     |     |     |     |     |     |     |     |     |     |     |     |     |     |     |     |     |     |     |

- Datos: Q245610
- Multimedia: San-Giuliano / Q245610

1. ↑  Worldpostalcodes.org, código postal n.º 20230.
2. ↑  INSEE, Datos de población para el año 2012 de San-Giuliano (en francés).